# 9158 Platè
(9158) Platè, denumire internațională (9158) Plate, este un asteroid din centura principală de asteroizi.

## Descriere
9158 Platè este un asteroid din centura principală de asteroizi. A fost descoperit pe 25 iunie 1984 la Observatorul de Astrofizică din Crimeea de Tamara Smirnova. Asteroidul prezintă o orbită caracterizată de o semiaxă mare de 2,30 ua, o excentricitate de 0,15 și o înclinație de 7,7° în raport cu ecliptica.